# Единая Россия (бронепоезд)

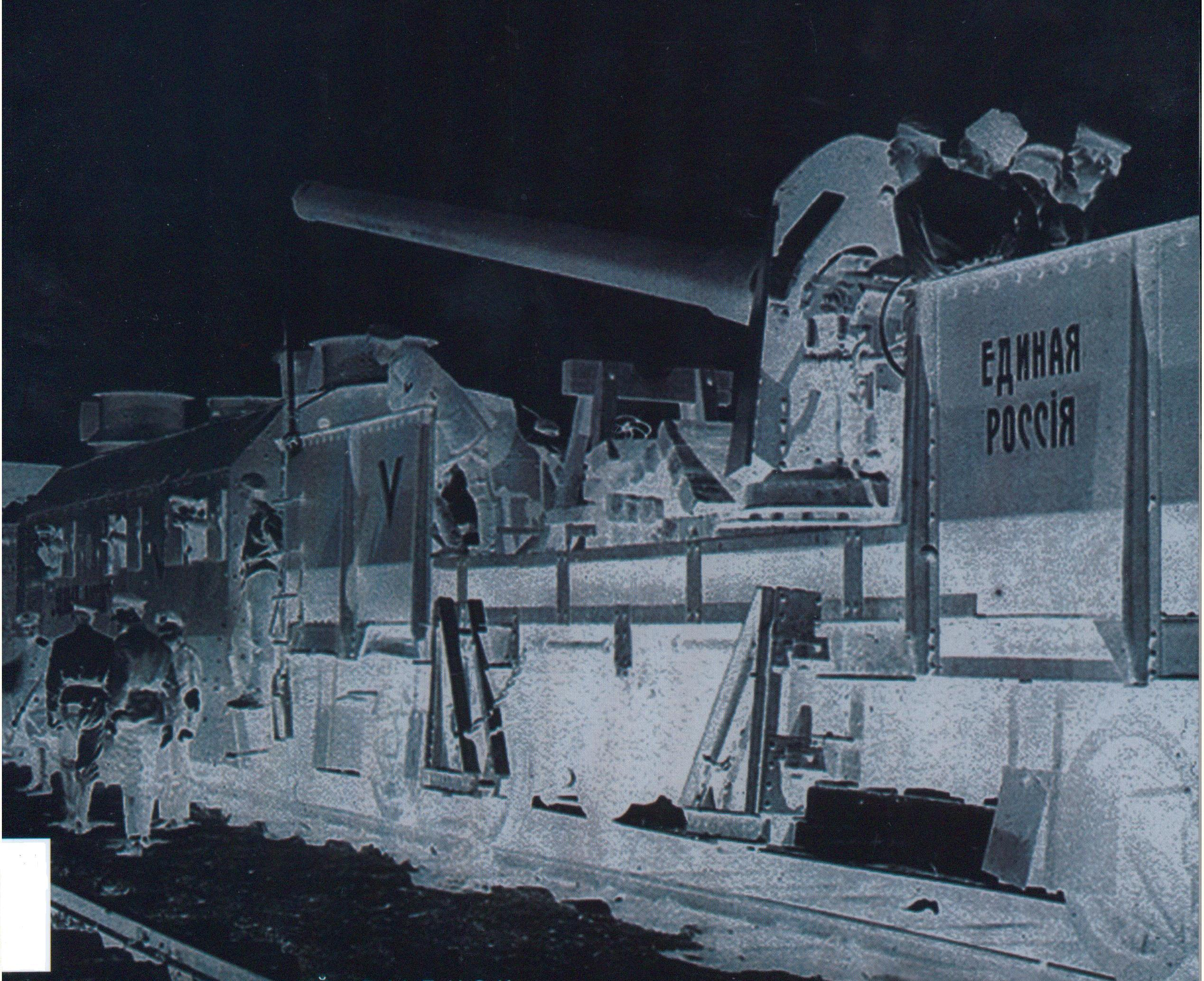
Пропагандистский плакат ВСЮР, 1919

«Единая Россия» (в оригинальном правописании «Единая Россія») — белый бронепоезд времён Гражданской войны.

## История создания
Первый тяжёлый бронепоезд в Добровольческой армии. Создан 1 июля 1918 года на станции Тихорецкая из трофейных бронеплощадок как «Батарея дальнего боя», с 7 сентября 1918 года назывался «5-й Бронированный поезд», а с 16 ноября 1918 г. получил наименование «Единая Россия».
Вооружение: два 105-мм орудия, одно 120-мм и 47-мм пушка. Позднее две повреждённые бронеплощадки заменены новыми, со 152-мм морскими орудиями.

## Боевое применение
Бронепоезд участвовал во 2-м Кубанском походе.

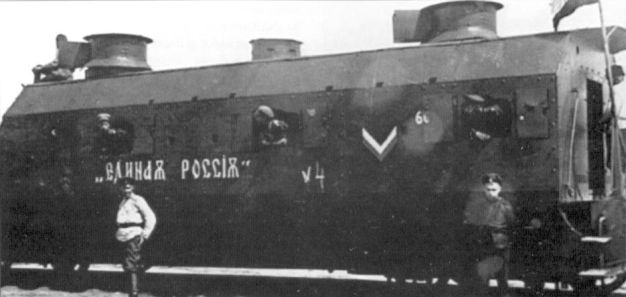
Бронепоезд Добрармии «Единая Россия»

Впервые в составе Добровольческой армии бронепоезд участвовал в овладении Кореновской.
«Единая Россия» дважды брал Армавир, участвовал в наступлении на Ставрополь, в наступлении в Донецком бассейне и в самой большой в мире боевой операции бронепоездов под Царицыном, куда была направлена на поддержку частей генерала барона П. Н. Врангеля.
В 1919 году бронепоезд был переброшен на московское направление. В ночь на 20 сентября участвовал во взятии городского вокзала в Курске.
Затем был направлен в тыл на борьбу с крестьянским восстанием, возглавляемым Нестором Махно. В бою у станции Софиевка был выведена из строя протаранившим её махновским паровозом. 12 ноября бронепоезд отбуксировали на Донбасс на станцию Енакиевка для ремонта, затем 10 декабря для продолжения ремонта в Новороссийск, на завод «Судосталь». Расформирован 12-го и оставлен 13 марта 1920 года при эвакуации Новороссийска. В марте 1920 года после оставления белыми города и эвакуации морем в Крым «Единая Россия» достался красным и не был восстановлен.
Возрождён в марте 1920 года в Крыму на базе 3-й батареи 1-го дивизиона морской тяжёлой артиллерии. С 16 апреля 1920 года входил в состав 1-го бронепоездного дивизиона. Оставлен 1 ноября 1920 года при эвакуации Севастополя.

## Третья битва за Царицын
В ходе операции в июне 1919, закончившейся взятием города войсками Петра Врангеля, бронепоезд принимал активное участие, особенно отличившись 15-17 июня, когда оборона красных была взломана путем одновременной атаки 17 танков Первого танкового дивизиона, сформированного в Екатеринодаре, и пяти бронепоездов: лёгких Орёл, Генерал Алексеев, Вперёд за Родину, Атаман Самсонов и тяжёлого Единая Россия.

## Командиры
- 1 июля 1918 — 7 апреля 1919 — полковник И. В. Скопин
- 7 апреля 1919 — 3 ноября 1919 — полковник В. В. Карпинский
- 3 ноября 1919 — 14 апреля 1920 — полковник В. И. Окушко
- 14 апреля 1920 — 7 июня 1920 — капитан Б. Я. Смирнов
- 7 июня 1920 — 24 августа 1920 — полковник В. И. Окушко
- 24 августа — октябрь 1920 — полковник А. А. Зеленецкий
- октябрь 1920 — полковник В. И. Окушко